# Aglais parvinotata
Aglais parvinotata är en fjärilsart som beskrevs av Raynor 1909. Aglais parvinotata ingår i släktet Aglais och familjen praktfjärilar. Inga underarter finns listade i Catalogue of Life.